# لالو گوری
لالو گوری (ایتالیایی: Lallo Gori؛ ‏ ۷ مارس ۱۹۲۷ – ۱ دسامبر ۱۹۸۲) آهنگساز اهل ایتالیا بود.
از فیلم‌هایی که وی در آن‌ها نقش داشته‌است، می‌توان به برای تابوتی پر از دلار، سرتو بدزد… مرد، شب‌های گرم دکامرون، باکره کوچک، آ.آ.آ. ماساژدهنده حرفه‌ای، زیبا، آماده ارائه خدمات…، سربازان و سرجوخه‌ها، توطئه اورانیوم، عشق بدوی، چهار مرتبه آن شب، زورو، انتقام‌جو، خانم معلم زبان، طاووس سیاه، دکتر گلدفوت و دختران آتشپاره، مردان خشن و اعدام اشاره نمود.